# Course Marseille-Cassis
Marseille-Cassis – 20 km, anciennement nommée Classique Internationale Marseille-Cassis, est une course à pied qui relie chaque année les villes de Marseille et Cassis (France) sur une distance d'environ 20 kilomètres. Elle dispose du label d'argent de l'IAAF Road Race Label Events.

## Historique
La première édition de la course a eu lieu en 1979, elle comptait alors 700 participants. Organisée depuis sa création par le club de la SCO Sainte-Marguerite avec à l'origine l'appui de la FSGT13 sous l'impulsion de Joël Peyric et André Giraud. Il s'agit de la première classique française.
Depuis 1990 est organisée, la veille de la course, « l'Autre Marseille-Cassis », une randonnée pédestre reliant également les deux villes, mais par le massif des calanques. En 2006, la Marche Sportive a fait son apparition. Elle permet aux marcheurs de participer également à la course.
Les Français Tony Martins et Jean Pierre Louvet sont les détenteurs du plus grand nombre de victoires avec trois courses remportées chacun.
En 2012, la course change d’appellation et la distance est revue : La « Classique Internationale Marseille-Cassis » devient « Marseille-Cassis – 20 km ».
Les records du nouveau parcours de la course sont établis en 2015 : le Kenyan Edwin Kipyego détient le record masculin avec un temps de 57 min 18 s, et la Kenyane Peres Jepchirchir est la détentrice du record féminin avec un temps de 1 h 6 min 1 s.

## Le parcours
La Classique Internationale Marseille-Cassis est une course sur route relativement difficile de 20 km qui nécessite notamment de franchir le col de la Gineste, un col de 327 mètres d'altitude, avec une montée d'environ 5 km et des dénivelés totaux positifs et négatifs d'environ 330 mètres. Le tracé de la course passe aussi à travers le Parc National des Calanques. Depuis 2012, le parcours Marseille-Cassis change légèrement afin d'obtenir la distance de 20 km, anciennement 20,308 km. La descente est souvent décrite comme aussi difficile que la montée. Le départ a lieu sur le Boulevard Michelet, devant le stade Vélodrome de Marseille. L'arrivée se fait route des Albizzi à Cassis.

Le parcours
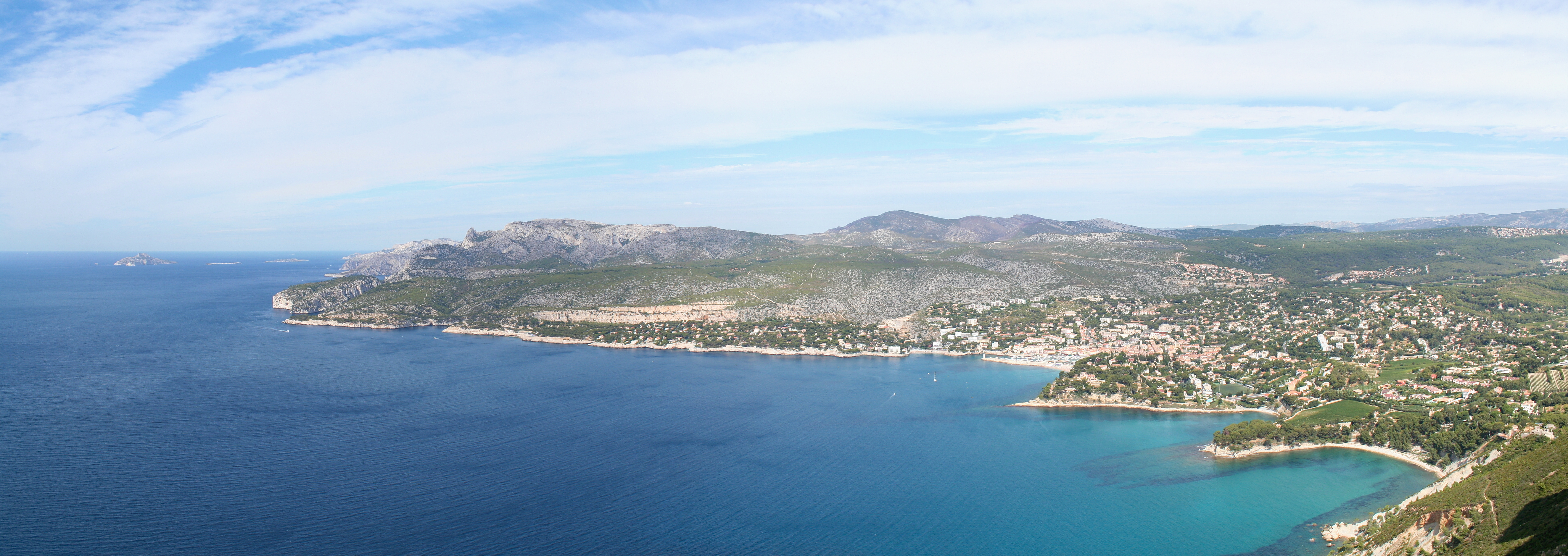
Calanques de Marseille
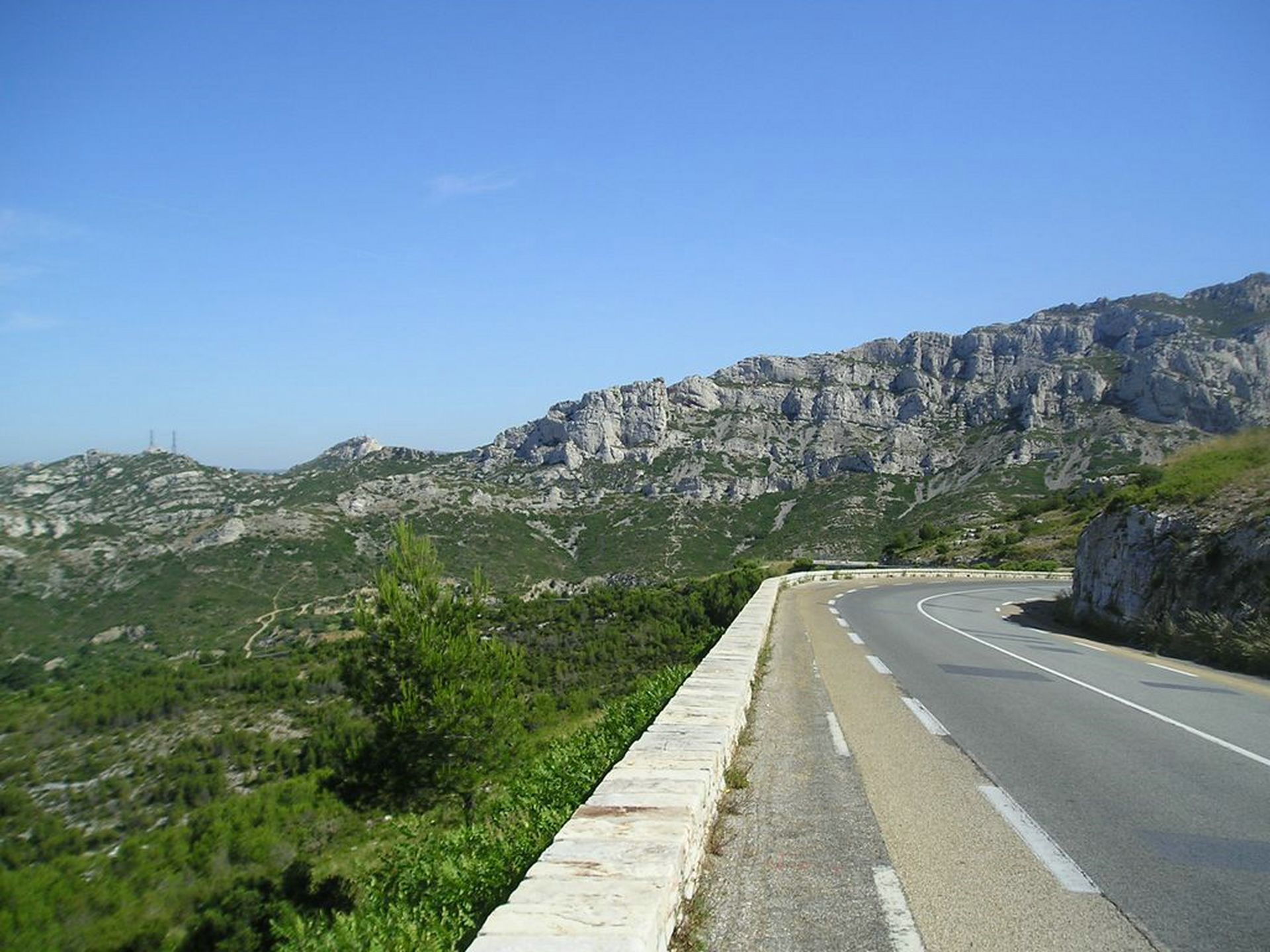
Col de la Gineste

## Palmarès
|                          |      | Athlète                                              | Temps                                                | Athlète                                              | Temps                                                |                                                      |                                                      |                                                      |
| 1er Parcours : 20,308 km |      |                                                      |                                                      |                                                      |                                                      |                                                      |                                                      |                                                      |
| 1re                      | 1979 | Alain Angelvy                                        | 1 h 15 min 54 s                                      | Fabienne Rai                                         | 1 h 34 min 45 s                                      |                                                      |                                                      |                                                      |
| 2e                       | 1980 | Jean-Michel Dirringer                                | 1 h 07 min 42 s                                      | Fabienne Rai                                         | 1 h 27 min 02 s                                      |                                                      |                                                      |                                                      |
| 3e                       | 1981 | Jean-Pierre Louvet                                   | 1 h 07 min 56 s                                      | Fabienne Rai                                         | 1 h 22 min 30 s                                      |                                                      |                                                      |                                                      |
| 4e                       | 1982 | Jean-Pierre Louvet                                   | 1 h 07 min 56 s                                      | Fabienne Rai                                         | 1 h 31 min 00 s                                      |                                                      |                                                      |                                                      |
| 5e                       | 1983 | Christophe Jalaguier                                 | 1 h 07 min 19 s                                      | Patricia Deneuville                                  | 1 h 22 min 00 s                                      |                                                      |                                                      |                                                      |
| 6e                       | 1984 | Jean-Pierre Louvet                                   | 1 h 07 min 37 s                                      | Roselyne Vastine                                     | 1 h 20 min 30 s                                      |                                                      |                                                      |                                                      |
| 7e                       | 1985 | Tony Martins                                         | 1 h 08 min 17 s                                      | Frédérique Voragen                                   | 1 h 27 min 00 s                                      |                                                      |                                                      |                                                      |
| 8e                       | 1986 | Tony Martins                                         | 1 h 05 min 45 s                                      | Fabienne Rai                                         | 1 h 23 min 00 s                                      |                                                      |                                                      |                                                      |
| 9e                       | 1987 | Nigel Adams                                          | 1 h 04 min 20 s                                      | Hassania Dahrami                                     | 1 h 16 min 34 s                                      |                                                      |                                                      |                                                      |
| 10e                      | 1988 | Michael Heilmann                                     | 1 h 01 min 52 s                                      | Hassania Dahrami                                     | 1 h 16 min 49 s                                      |                                                      |                                                      |                                                      |
| 11e                      | 1989 | Michael Heilmann                                     | 1 h 03 min 21 s                                      | Ceri Pritchard                                       | 1 h 13 min 39 s                                      |                                                      |                                                      |                                                      |
| 12e                      | 1990 | Tony Martins                                         | 1 h 01 min 21 s                                      | Ceri Pritchard                                       | 1 h 12 min 57 s                                      |                                                      |                                                      |                                                      |
| 13e                      | 1991 | Jozef Výbošťok                                       | 1 h 03 min 20 s                                      | Heléna Barócsi                                       | 1 h 11 min 23 s                                      |                                                      |                                                      |                                                      |
| 14e                      | 1992 | Bruno Léger                                          | 1 h 02 min 12 s                                      | Olga Parlyouk                                        | 1 h 13 min 19 s                                      |                                                      |                                                      |                                                      |
| 15e                      | 1993 | Sammy Bitok                                          | 1 h 02 min 55 s                                      | Alena Peterková                                      | 1 h 12 min 17 s                                      |                                                      |                                                      |                                                      |
| 16e                      | 1994 | Bernard Mvuyekure                                    | 1 h 01 min 13 s                                      | Iulia Negura                                         | 1 h 10 min 32 s                                      |                                                      |                                                      |                                                      |
| 17e                      | 1995 | Laban Chege (en)                                     | 1 h 02 min 00 s                                      | Marina Belayeva                                      | 1 h 12 min 54 s                                      |                                                      |                                                      |                                                      |
| 18e                      | 1996 | Laban Chege (en)                                     | 1 h 00 min 54 s                                      | Irina Kazakova                                       | 1 h 11 min 00 s                                      |                                                      |                                                      |                                                      |
| 19e                      | 1997 | John Gwako (en)                                      | 1 h 00 min 27 s                                      | Alla Zhilyayeva                                      | 1 h 10 min 34 s                                      |                                                      |                                                      |                                                      |
| 20e                      | 1998 | Hendrick Ramaala                                     | 1 h 00 min 36 s                                      | Ruth Kutol                                           | 1 h 10 min 33 s                                      |                                                      |                                                      |                                                      |
| 21e                      | 1999 | Phaustin Baha Sulle                                  | 1 h 00 min 24 s                                      | Berhane Adere                                        | 1 h 09 min 45 s                                      |                                                      |                                                      |                                                      |
| 22e                      | 2000 | David Omiti Makori                                   | 1 h 00 min 49 s                                      | Susan Chepkemei                                      | 1 h 08 min 30 s                                      |                                                      |                                                      |                                                      |
| 23e                      | 2001 | David Omiti Makori                                   | 1 h 01 min 11 s                                      | Magdaline Chemjor                                    | 1 h 09 min 52 s                                      |                                                      |                                                      |                                                      |
| 24e                      | 2002 | James Kwambai                                        | 59 min 01 s                                          | Banuelia Mrashani (en)                               | 1 h 08 min 38 s                                      |                                                      |                                                      |                                                      |
| 25e                      | 2003 | Paul Biwott (en)                                     | 1 h 00 min 01 s                                      | Teyba Erkesso                                        | 1 h 10 min 07 s                                      |                                                      |                                                      |                                                      |
| 26e                      | 2004 | Lawrence Kiprotich                                   | 1 h 02 min 13 s                                      | Marina Ivanova                                       | 1 h 12 min 08 s                                      |                                                      |                                                      |                                                      |
| 27e                      | 2005 | William Chebon Chebor                                | 1 h 00 min 37 s                                      | Fatiha Klilech-Fauvel                                | 1 h 12 min 50 s                                      |                                                      |                                                      |                                                      |
| 28e                      | 2006 | John Kyalo                                           | 1 h 00 min 36 s                                      | Martha Komu                                          | 1 h 12 min 34 s                                      |                                                      |                                                      |                                                      |
| 29e                      | 2007 | Wilson Chebet                                        | 59 min 24 s                                          | Anne Bererwe                                         | 1 h 09 min 58 s                                      |                                                      |                                                      |                                                      |
| 30e                      | 2008 | Wilson Chebet                                        | 1 h 00 min 00 s                                      | Iness Chenonge                                       | 1 h 09 min 39 s                                      |                                                      |                                                      |                                                      |
| 31e                      | 2009 | Dieudonné Disi (en)                                  | 1 h 00 min 21 s                                      | Meseret Mengistu                                     | 1 h 10 min 35 s                                      |                                                      |                                                      |                                                      |
| 32e                      | 2010 | Philemon Limo                                        | 1 h 01 min 35 s                                      | Diana Chepkemoi                                      | 1 h 10 min 36 s                                      |                                                      |                                                      |                                                      |
| 33e                      | 2011 | Atsedu Tsegay                                        | 58 min 10 s                                          | Lydia Cheromei                                       | 1 h 08 min 17 s                                      |                                                      |                                                      |                                                      |
| 2e Parcours : 20,000 km  |      |                                                      |                                                      |                                                      |                                                      |                                                      |                                                      |                                                      |
| 34e                      | 2012 | Edwin Kipyego                                        | 58 min 16 s                                          | Mercy Kibarus                                        | 1 h 07 min 58 s                                      |                                                      |                                                      |                                                      |
| 35e                      | 2013 | Mule Wasihun                                         | 1 h 00 min 08 s                                      | Josephine Jepkoech                                   | 1 h 10 min 01 s                                      |                                                      |                                                      |                                                      |
| 36e                      | 2014 | Titus Mbishei                                        | 59 min 12 s                                          | Peres Jepchirchir                                    | 1 h 10 min 04 s                                      |                                                      |                                                      |                                                      |
| 37e                      | 2015 | Edwin Kipyego                                        | 57 min 18 s                                          | Peres Jepchirchir                                    | 1 h 06 min 01 s                                      |                                                      |                                                      |                                                      |
| 38e                      | 2016 | Henry Kiplagat                                       | 59 min 28 s                                          | Joyciline Jepkosgei                                  | 1 h 07 min 02 s                                      |                                                      |                                                      |                                                      |
| 39e                      | 2017 | Jemal Yimer Mekonnen                                 | 59 min 16 s                                          | Édith Chelimo                                        | 1 h 05 min 58 s                                      |                                                      |                                                      |                                                      |
| 40e                      | 2018 | Olika Adugna                                         | 1 h 00 min 29 s                                      | Gete Alemayehu                                       | 1 h 08 min 46 s                                      |                                                      |                                                      |                                                      |
| 41e                      | 2019 | Olika Adugna                                         | 1 h 01 min 10 s                                      | Brillian Kipkoech (en)                               | 1 h 07 min 54 s                                      |                                                      |                                                      |                                                      |
| —                        | 2020 | Édition annulée en raison de la pandémie de Covid-19 | Édition annulée en raison de la pandémie de Covid-19 | Édition annulée en raison de la pandémie de Covid-19 | Édition annulée en raison de la pandémie de Covid-19 | Édition annulée en raison de la pandémie de Covid-19 | Édition annulée en raison de la pandémie de Covid-19 | Édition annulée en raison de la pandémie de Covid-19 |
| 42e                      | 2021 | Félix Bour                                           | 1 h 01 min 55 s                                      | Mekdes Woldu                                         | 1 h 13 min 24 s                                      |                                                      |                                                      |                                                      |
| 43e                      | 2022 | Hassan Chahdi                                        | 1 h 00 min 43 s                                      | Addisie Andualem                                     | 1 h 08 min 48 s                                      |                                                      |                                                      |                                                      |
| 44e                      | 2023 | Samuel Kibet                                         | 1 h 00 min 36 s                                      | Wede Kefale                                          | 1 h 11 min 26 s                                      |                                                      |                                                      |                                                      |
| 45e                      | 2024 | Félicien Muhitira                                    | 1 h 01 min 32 s                                      | Clémence Calvin                                      | 1 h 13 min 39 s                                      |                                                      |                                                      |                                                      |

 Record de l'épreuve